# Candelo, Piemonte
Candelo är en ort och kommun i provinsen Biella i regionen Piemonte i Italien. Kommunen hade 7 521 invånare (2018).